# Viktorija Teresjtjuk
Viktorija Anatolijivna Teresjtjuk (ukrainska: Вікторія Анатоліївна Терещук) född den 18 februari 1982 i Luhansk, Ukrainska SSR, Sovjetunionen, är en ukrainsk idrottare inom modern femkamp.
Hon tog OS-brons i damernas moderna femkamp i samband med de olympiska tävlingarna i modern femkamp 2008 i Peking. Teresjtjuk fråntogs bronsmedaljen 2017 efter att ha testat positivt för dopning i ett återtest.